# 佩罗沃区
佩罗沃区（俄語：район Перово）是莫斯科东行政区的一区，面积9.73平方公里，人口134,308人。佩罗沃站、热情公路站、航空发动机站和安德罗诺夫卡站位于该区内。 